# Maud Cohen
Pour les articles homonymes, voir Cohen.
Maud Cohen, née le 10 novembre 1971 à Bois-des-Filion, est une ingénieure, femme politique et dirigeante d'entreprise québécoise. 
Elle est présidente de l'Ordre des ingénieurs du Québec (OIQ) durant trois mandats consécutifs de 2009 à 2012. 
Elle est candidate pour la Coalition avenir Québec dans la circonscription de Laval-des-Rapides, au cours de l'élection générale québécoise de 2012 qui la voit arriver en troisième position dans cette circonscription. De novembre 2013 à novembre 2014, elle est la présidente du comité exécutif national de la Coalition avenir Québec. 
De 2014 à 2021, elle est présidente-directrice générale de la Fondation CHU Sainte-Justine et devient en 2022 directrice générale de Polytechnique Montréal.

## Biographie
Née le 10 novembre 1971 à Bois-des-Filion, Maud Cohen est la fille unique d'un père immigrant, Français, et d'une mère québécoise, qui grandit à Saint-Louis-de-Terrebonne sur la Rive-Nord de Montréal.
Elle croyait à l'origine faire carrière en médecine, mais ce fut sans compter les ateliers de dissection animale, qui l'en ont dissuadée. La dramatique tuerie de l'École polytechnique de Montréal attirera son attention sur la profession d'ingénieur et elle s'inscrit en génie industriel à l'École polytechnique de Montréal.
Maud Cohen obtient son baccalauréat en génie industriel en 1996.  Elle est embauchée en 1996 par l'entreprise Walsh Automatisation où elle travaille en gestion de projet principalement pour le domaine pharmaceutique,. En 1998, elle devient gestionnaire de projets pour le groupe européen de l'entreprise et travaille à la fois en Angleterre et en France. Walsh Automatisation est acquise par Invensys en 2000. En 2001, Maud Cohen revient au Canada pour le compte de la même entreprise et gère des projets d'envergure aux États-Unis et au Canada. En 2004, elle devient directrice du bureau de gestion de projet, et directrice des projets internationaux, jusqu'en 2008. Elle obtient une maîtrise en administration des affaires en 2004 des HEC Montréal.  C'est un cours sur les conseils d'administration qui l'incite à s'impliquer auprès de l'Ordre des ingénieurs du Québec.
Devenue directrice chez CGI en 2008, Maud Cohen est élue à la présidence de l'Ordre des ingénieurs du Québec à l'âge de 37 ans, en 2009,.  Le 8 décembre 2010, elle est nommée membre de l'Assemblée des gouverneurs de l'Université du Québec et y siège jusqu'en 2012.
Le 11 juin 2010, Maud Cohen est réélue pour un second mandat à la tête de l'OIQ, puis une nouvelle fois, le 16 juin 2011, pour un troisième mandat,.  Durant ces mandats, elle a pour objectif de ramener la confiance du public envers la profession d'ingénieur en intervenant dans le domaine de l'éthique et de la déontologie,.
Elle est candidate pour la Coalition avenir Québec dans la circonscription de Laval-des-Rapides, au cours des élections générales québécoises de 2012 qui la voit arriver en troisième position dans cette circonscription. De novembre 2013 à novembre 2014, elle est la présidente du comité exécutif national de la Coalition avenir Québec. 
De novembre 2014 à septembre 2018, elle est présidente-directrice générale de la Fondation CHU Sainte-Justine.  Elle est nommée comme membre indépendante au conseil d'administration de la Société des loteries du Québec par le conseil des ministres du gouvernement du Québec le 8 avril 2020 pour un mandat de quatre ans,.
Elle est directrice générale de Polytechnique Montréal depuis le 10 août 2022 et est la première femme à occuper ce poste,.

## Résultats électoraux
|                                                                                               | Nom                    | Parti                  | Nombre de voix | %      | Maj.  |
| --------------------------------------------------------------------------------------------- | ---------------------- | ---------------------- | -------------- | ------ | ----- |
|                                                                                               | Léo Bureau-Blouin      | Parti québécois        | 14 934         | 38,3 % | 2 362 |
|                                                                                               | Alain Paquet (sortant) | Libéral                | 12 572         | 32,3 % | -     |
|                                                                                               | Maud Cohen             | Coalition avenir       | 8 493          | 21,8 % | -     |
|                                                                                               | Sylvie Des Rochers     | Québec solidaire       | 1 643          | 4,2 %  | -     |
|                                                                                               | Lawrence Côté-Collins  | Option nationale       | 594            | 1,5 %  | -     |
|                                                                                               | Carl Desmarais         | Vert                   | 517            | 1,3 %  | -     |
|                                                                                               | Monique Chartrand      | Coalition constituante | 205            | 0,5 %  | -     |
| Total                                                                                         | Total                  | Total                  | 38 958         | 100 %  |       |
| Le taux de participation lors de l'élection était de 73,4 % et 492 bulletins ont été rejetés. |                        |                        |                |        |       |

## Positions sur des enjeux sociaux
Étant une femme dans une profession dominée par les hommes, Maud Cohen s'intéresse aux questions concernant les femmes en génie, affirme qu'il n'y a pas d'avantage à être un homme ou une femme ingénieur, seulement des approches différentes, et se réjouit de l'ouverture qu'elle perçoit aux femmes en ingénierie et à l'OIQ.  

## Distinctions
- Médaille du couronnement de Charles III (2024)[17]

## Sources
- Duchaine, Gabrielle, Dans un monde d'homme, Journal Les Affaires, 12 novembre 2011, consulté en ligne le 2 août 2012.
- Cohen, Maud, Site du premier ministre du Québec, 8 décembre 2010, consulté en ligne le 2 août 2012.
- Lussier, Judith, Cinq questions à Maud Cohen, Journal Les Affaires, 19 mars 2011, consulté en ligne le 2 août 2012.
- La Conférence canadienne du Gouverneur général sur le leadership, Maud Cohen, 2008, consulté en ligne le 2 août 2012.
- Navarro, Pascale, Le génie, ça vous dit?, Gazette des femmes, Novembre-décembre 2010, p. 27-28,  consulté en ligne(PDF, HTML) le 2 août 2012.
- Croteau, Martin, Une bataille épique se dessine dans Laval-des-Rapides, La Presse, 2 août 2012, consulté en ligne le 2 août 2012.
- Cherenfant, Déborah, « Être une femme dans un milieu d’hommes est une opportunité à saisir », Mots d'Elle, 25 mai 2012, consulté en ligne le 2 août 2012.
- Maud Cohen in Conférenciers, ForceJeunesse, 2012, consulté en ligne le 2 août 2012.
- Madame l'ingénieure Maud Cohen est réélue présidente de l'Ordre des ingénieurs du Québec, Ordre des ingénieurs du Québec, 20 juin 2011, consulté en ligne le 2 août 2012.
- St-Amour, Stéphane, Maud Cohen représentera la CAQ dans Laval-des-Rapides, Courrier Laval, 31 juillet 2012, consulté en ligne le 2 août 2012.